# Гоуп (Канзас)
Гоуп (англ. Hope) — місто (англ. city) в США, в окрузі Дікінсон штату Канзас. Населення — 317 осіб (2020).

## Географія
Гоуп розташований за координатами 38°41′28″ пн. ш. 97°4′35″ зх. д. / 38.69111° пн. ш. 97.07639° зх. д. (38.691179, -97.076337).  За даними Бюро перепису населення США в 2010 році місто мало площу 1,01 км², уся площа — суходіл.

## Демографія
Згідно з переписом 2010 року, у місті мешкало 368 осіб у 166 домогосподарствах у складі 104 родин. Густота населення становила 364 особи/км².  Було 192 помешкання (190/км²).
Расовий склад населення:
| - 93,5 % — білих - 2,4 % — чорних або афроамериканців - 0,8 % — корінних американців - 0,3 % — азіатів |

До двох чи більше рас належало 3,0 %. Частка іспаномовних становила 0,3 % від усіх жителів.
За віковим діапазоном населення розподілялося таким чином: 19,8 % — особи молодші 18 років, 57,1 % — особи у віці 18—64 років, 23,1 % — особи у віці 65 років та старші. Медіана віку мешканця становила 48,7 року. На 100 осіб жіночої статі у місті припадало 98,9 чоловіків;  на 100 жінок у віці від 18 років та старших — 94,1 чоловіків також старших 18 років.
Середній дохід на одне домашнє господарство  становив 61 613 долари США (медіана — 46 023), а середній дохід на одну сім'ю — 68 671 долар (медіана — 49 000). За межею бідності перебувало 23,2 % осіб, у тому числі 34,9 % дітей у віці до 18 років та 9,1 % осіб у віці 65 років та старших.
Цивільне працевлаштоване населення становило 230 осіб. Основні галузі зайнятості: освіта, охорона здоров'я та соціальна допомога — 32,2 %, транспорт — 14,8 %, виробництво — 13,9 %.